# 石峇迪島
石峇迪岛是大巽他群島中的一個島嶼，位於加裡曼丹島（婆罗洲）東部，面積452.2平方公裡，北部屬馬來西亞沙巴州管轄，南部歸屬印度尼西亞北加裡曼丹省，馬來西亞屬區人口約25,000人，印尼屬區人口为47,571人（2020年）。馬來西亞與印度尼西亞曾於1963年在島上進行激烈武裝衝突，目前岛上从东到西每公里都埋有混凝土桩作为边界。而兩國島上以东的海域邊界自2000年代曾有争议。

## 地理
石峇迪島東臨蘇拉威西海（又名西里伯海），西南毗奴奴干島（屬印尼），東北隔科威港（Cowie Harbour）眺東馬來西亞沙巴斗湖及馬格達利那山。